# Банда (район)
Ба́нда (індонез. Banda) — один з 14 районів округу Центральне Малуку провінції Малуку у складі Індонезії. Розташований на островах Банда. Адміністративний центр — селище Кампунг-Бару.

## Адміністративний поділ
До складу району входять 6 селищ та 6 сіл:
| Населений пункт      | Населення, осіб (2010) |
| -------------------- | ---------------------- |
| Ваєр, село           | 1165                   |
| Дві-Варна, селище    | 892                    |
| Кампунг-Бару, селище | 2924                   |
| Лонтхор, село        | 4247                   |
| Мердека, селище      | 743                    |
| Нусантара, селище    | 1900                   |
| Пулау-Аї, село       | 1327                   |
| Пулау-Рхун, село     | 1248                   |
| Пулау-Хатта, село    | 467                    |
| Раджавалі, селище    | 657                    |
| Селамон, село        | 2184                   |
| Танах-Рата, селище   | 790                    |